# Dytaster aequivocus
Dytaster aequivocus är en sjöstjärneart som beskrevs av Percy Sladen 1889. Dytaster aequivocus ingår i släktet Dytaster och familjen kamsjöstjärnor. Inga underarter finns listade i Catalogue of Life.